# Paul Schneider (pastore)
Paul Schneider (Pferdsfeld, 29 agosto 1897 – Campo di concentramento di Buchenwald, 18 luglio 1939) è stato un religioso tedesco.

## Biografia
Figlio di un pastore evangelico luterano, nacque a Pferdsfeld, nei pressi di Bad Kreuznach, in Germania. Divenuto a sua volta pastore luterano, all'avvento del regime hitleriano entrò in conflitto con lo stato nazista, ma anche con la sua chiesa di appartenenza, quella del Land della Renania, a motivo dei compromessi a cui questa scese con le nuove autorità tedesche. Sul finire del 1933, Schneider entrò a far parte del "Pfarrernotbund" (la Lega d'emergenza dei pastori"), un'associazione che diede successivamente vita alla “chiesa confessante”, quella parte della chiesa protestante tedesca decisa a resistere all'assimilazione da parte del partito nazista. Entrò in contrasto con le autorità della sua chiesa per avere criticato apertamente il gerarca Ernst Röhm, essersi opposto alla propaganda della Gioventù hitleriana e al paragrafo ariano e per avere criticato dal pulpito, nel gennaio 1934, un articolo di Göbbels.
Fu arrestato dalla polizia una prima volta nell'aprile 1934 per essersi opposto, nel corso di una cerimonia funebre, a un capo locale del partito nazista che aveva inserito nella cerimonia espressioni paganeggianti. Fu arrestato una seconda volta nel 1935, per non avere rispettato il divieto di leggere dal pulpito della sua chiesa, nel villaggio di Dickenschied, i comunicati della "chiesa confessante". Nel novembre del 1937 subì un terzo arresto e fu rinchiuso nel carcere della Gestapo di Coblenza. Contro di lui fu emesso un provvedimento di espulsione dalla Renania. Dopo un quarto arresto, per non avere rispettato il divieto di espulsione dalla Renania, fu trasferito nel campo di concentramento di Buchenwald. Dopo alcuni mesi di lavori forzati, venne rinchiuso nel famigerato “Bunker” di Buchenwald. Motivo della condanna alla cella di rigore, il rifiuto di salutare la bandiera uncinata nel giorno del compleanno del Führer.
Il 18 luglio 1939 la voce del quarantunenne “predicatore di Buchenwald”, sposato con Margarete Dieterich e padre di sei figli, fu messa a tacere per sempre. Paul Schneider venne ucciso mediante un'iniezione letale di strofantina, somministrata dal medico del lager Erwin Ding-Schuler. I compagni di prigionia sopravvissuti hanno ribadito a più riprese la forte impressione provocata su di loro dalla sua fermezza e dal suo coraggio. Le testimonianze raccolte hanno portato a definire Schneider il “predicatore di Buchenwald”: dalla finestra della sua cella egli gridava dei versetti biblici ai prigionieri radunati per l'appello sul piazzale del campo. Il pastore luterano Dietrich Bonhoeffer, ucciso nel campo di Flossenbürg poche settimane prima della fine della guerra, lo definì un martire.